# Śluza powietrzna Pirs
Pirs (Стыковочный отсек-модуль «Пирс» (СО1) ) – rosyjska śluza powietrzna wchodząca w latach 2001-2021 w skład Międzynarodowej Stacji Kosmicznej (ISS). Umożliwiała prowadzenie spacerów kosmicznych bez konieczności wcześniejszej dehermetyzacji głowic modułów Zarja i Zwiezda. Skonstruowana przez RKK Energia.
Na orbitę, w ramach lotu oznaczonego jako 4 R, Pirs wyniesiony został za pośrednictwem rakiety typu Sojuz-U. Start nastąpił 14 września 2001 o 23:34:55 UTC z kosmodromu Bajkonur w Kazachstanie. 17 września o 01:05 UTC dzięki systemowi napędowemu zapożyczonemu z konstrukcji pojazdów typu Progress-M (kompleks, w skład którego wchodził Pirs w trakcie lotu na stację miał oznaczenie Progress-M-S01), automatycznie zacumował do dolnego, wertykalnego węzła modułu Zwiezda. Po tej operacji część napędowa, która dostarczyła śluzę do portu Zwiezdy, została odstrzelona i już jako niepotrzebna – spłonęła w atmosferze.

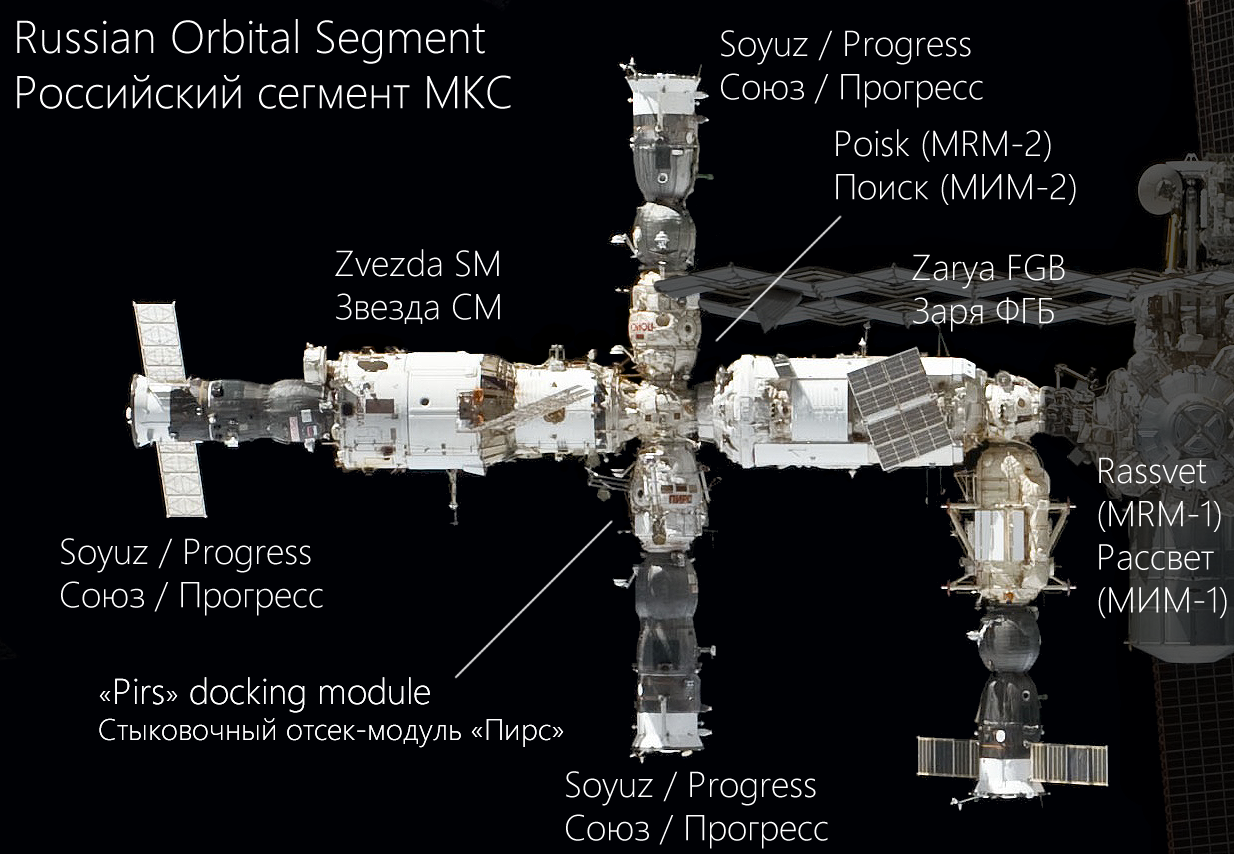
Położenie śluzy Pirs w rosyjskim segmencie MSK

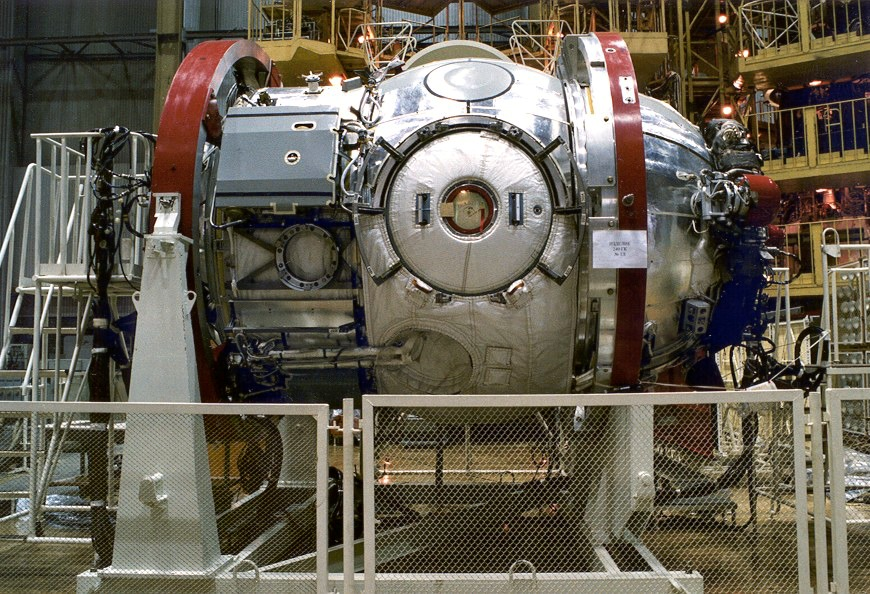
Pirs w wytwórni

Pirs, oprócz funkcji śluzy powietrznej, pełnił także rolę portu dla statków załogowych Sojuz i towarowych Progress. Poprzez moduł tłoczono również paliwo, dostarczane na stację przez rosyjskie statki towarowe.
Pirs, w porównaniu do innych rosyjskich modułów, był niewielki. Masa startowa modułu wynosiła 4350 kg, zaś masa na orbicie 3580 kg. Długość modułu to 4,91 m, a maksymalna średnica 2,55 m. Objętość wnętrza modułu wynosiła ok. 13 m³. Pirs posiadał dwa zewnętrzne luki o średnicy 1 metra, taki rozmiar w zupełności wystarczał do wygodnego opuszczania struktury stacji w rosyjskich kombinezonach Orłan. Luki wyposażono w okna o średnicy wewnętrznej 228 mm. Wokół luków, zarówno na zewnątrz jak i wewnątrz modułu, rozmieszczono poręcze ułatwiające kosmonautom przechodzenie przez luk. 
Pirs wyposażono we własny system wentylacji, a także pomieszczenie na kombinezony. Natomiast podstawowymi urządzeniami doinstalowanymi na zewnątrz śluzy były 2 dźwigi Strieła. W 2012 r. oba dźwigi zostały odłączone od Pirsa i przemieszczone do śluzy Poisk (Strieła-1) i modułu Zarja (Strieła-2). Operację przeprowadzono, ponieważ Pirs miał ustąpić w 2013 r. miejsca nowemu modułowi MLM Nauka. Po wielu opóźnieniach w budowie, Nauka dotarła do MSK w 2021 roku. Z powodu problemów z nowym modułem, oddokowanie Pirsa zostało przełożone. Pirs został odłączony 26 lipca 2021 r. o 10:55 UTC, a zdeorbitowany cztery godziny później o 14:51 UTC.